# マルティノ・マルティニ

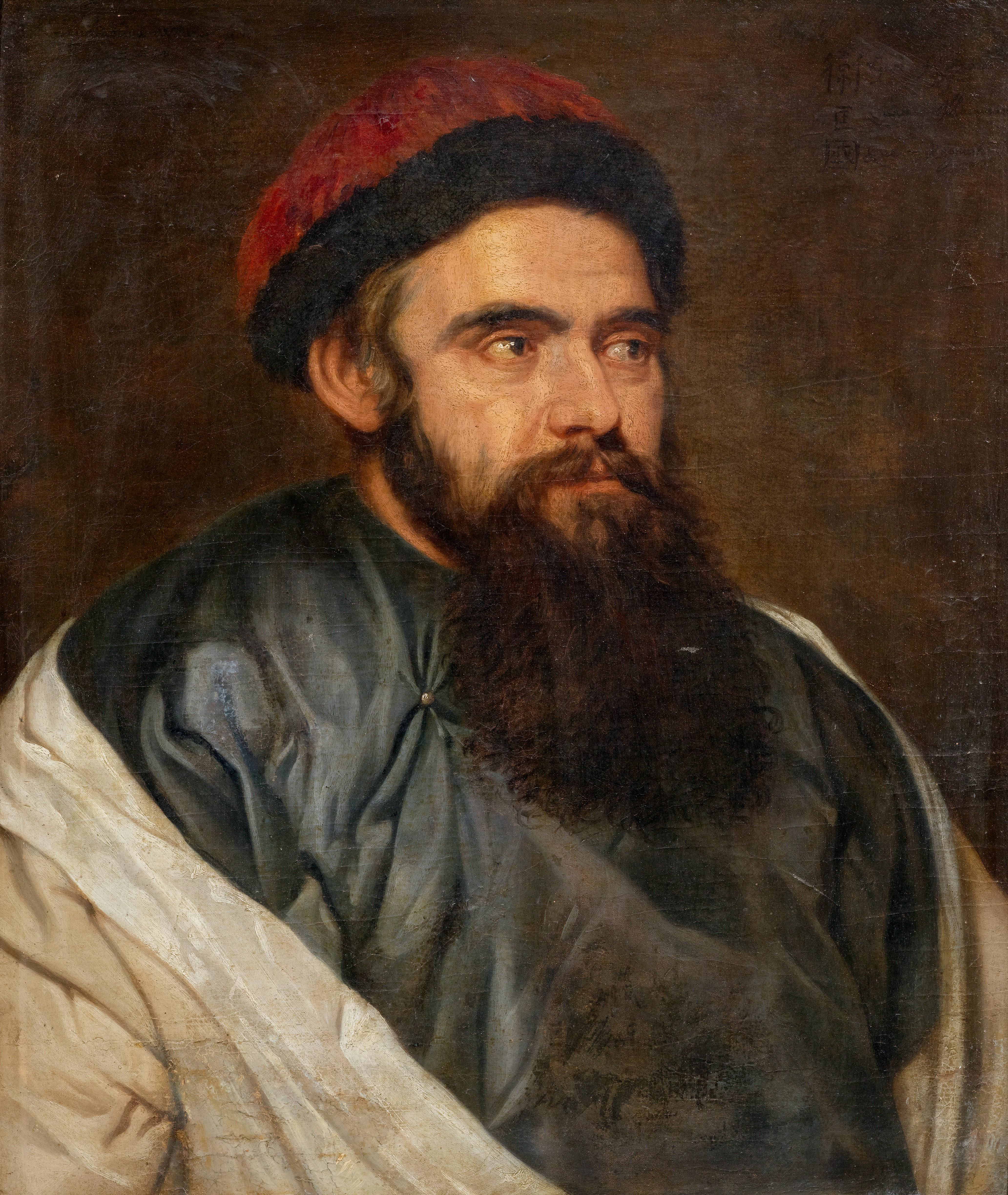
マルティノ・マルティニ（Michaelina Wautier 画、1654年）

マルティノ・マルティニ（Martino Martini、1614年9月20日 - 1661年6月6日）は、イタリアのイエズス会修道士、中国学者。明末清初の中国で布教し、中国に関する多数の著作がある。中国名は衛匡国(Wèi Kuāngguó)。

## 略歴
マルティニはトレント（当時は神聖ローマ帝国トレント司教領）に生まれた。ヌエバ・エスパーニャ伝道で知られるエウセビオ・キノは従兄弟にあたる。
1632年にイエズス会に入会し、ローマでアタナシウス・キルヒャーに学んだ。1643年に杭州に赴任した。当時はまさに明が滅びようとする混乱期にあったが、無政府状態を利用してマルティニは中国各地を旅行することができた。その後マルティニは南明の隆武帝のもとにあったが、清が温州に侵入すると、清に恭順の意を表し、布教を続けることを認められた。
1650年、マルティニはローマに派遣されるイエズス会中国宣教会の代表に選ばれた。途中のバタヴィアでオランダ人に幽閉されるなどの困難があったものの、おそらくオランダ東インド会社の船で1653年にノルウェーに着いた。1655年にローマに到着した。
当時のローマは典礼論争が起きており、ドミニコ会がマテオ・リッチ以来の融和的な中国宣教方針を批判していた。このためインノケンティウス10世は1645年に中国のキリスト教徒が儒教の典礼（釈奠など）に参加することを禁止した。しかしマルティニの説得が功を奏し、1656年に教皇アレクサンデル7世は儒教典礼への参加を認める勅令を出した。
マルティニは1659年に杭州に戻ったが、1661年に死亡した。

## 主な著作

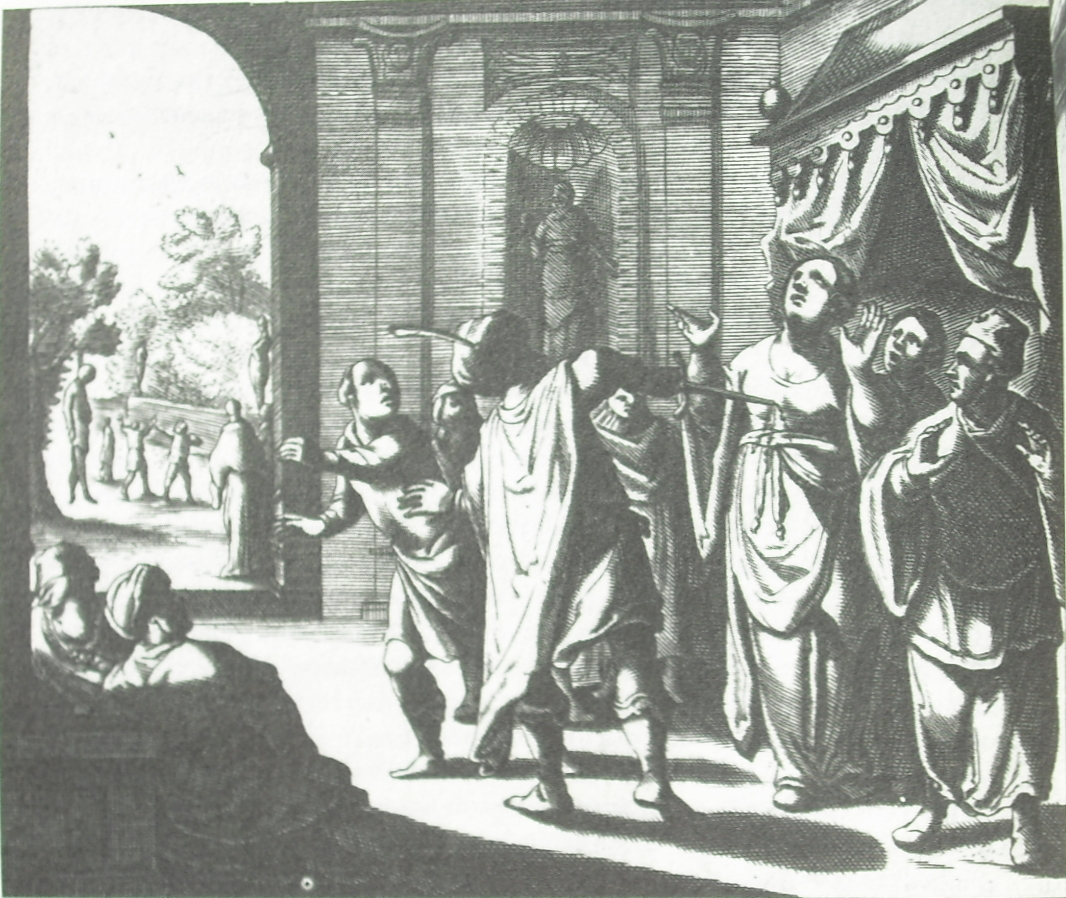
『だったん戦争記』より、崇禎帝が娘を殺して自殺する様子を描いた挿絵

ヨーロッパでマルティニは中国に関するいくつかの書籍を出版し、中国に関する多くの新情報をもたらした。
『中国新地図帳』(Novus Atlas Sinensis)は、オランダの出版業者ヨアン・ブラウによって1655年に出版され、のちにブラウの『大地図帳』(Atlas Maior)にも収録された。
『だったん戦争記』(De Bello Tartarico Historia、1654年)は李自成の乱による明の滅亡と満州人の中国征服という当時の大事件の報告で、すぐさま各国語に翻訳された。
- 日本語訳：マルチノ・マルチニ 著、矢沢利彦 訳『だったん戦争記』文化交流研究会、1986年。

『中国古代史』(Sinicae Historiae Decas Prima、1658年)は、前漢の哀帝までの古代中国の歴史を記す。この歴史をどのように聖書と整合させるかは大きな問題になった（普遍史を参照）。
『中国語文法』(Grammatica Linguae Sinensis)は、マルティニの没後、1696年に出版された。小冊子ではあるが、西洋で書かれた現存する官話の文法書として最古のものであり、プレマールのものよりずっと早い。
漢文で書かれた『逑友篇』はマテオ・リッチの『交友論』に続く友情の重要性を説いた書物で、キケローやセネカを引用している。マルティニが口述した言葉を祝石が文章にし、マルティニの没後に出版された。

## シナとカタイ
ポルトガル人が16世紀はじめに珠江の河口を訪れて以来知られている中国と、マルコ・ポーロなどに見られるカタイが同一であるかどうかは長年問題になっていた。カタイをチベットのこととする説も長く存在していた。
マルティニはローマへ向かう途中、ライデン大学のアラビア語研究者であったホリウス(英語版)と会った。ホリウスはそれによってペルシア語の書物に出てくるカタイの十二支と二十四節気の名前が中国語であることを知り、これでカタイが中国であることが証明されたと考えた。ホリウスはマルティニの『中国新地図帳』の附録としてこの証明を載せた。

## その他
2014年にマルティニの生誕400年を祝ってイタリアで記念切手が発売された。中華人民共和国でも記念切手が発売されている。